# Лахненски планини
Лахненските планини (на гръцки: Λαχανά Βουνά, Лахана Вуна) е ниска планина в Гърция, в областта Егейска Македония.

## Описание
Планините са група от възвишения, изглеждащи като верига, в северния край на Солунско и по границите на Кукушко и Сярско. Индикативното име Лахненски планини е тъй като те се простират от двете страни на селището Лахна (Лаханас, 630 m) в югозападна – североизточна посока от Негован (Ксилополи, 550 m) до Орляк (Стримонико, 50 m). Така планината попада между Карадаг на северозапад, от която я отделя река Кочана (Стримонико) и Богданската планина на югоизток, като често е смятана за част от тях.
Скалите на планината са гнайси и малко амфиболити.
Пътят Солун – Сяр минава по билото на планината.
| Име   | Име                          | Височина | Местоположение           |
| ----- | ---------------------------- | -------- | ------------------------ |
| Лахна | Λαχανάς                      | 687 m    | СИ от Лахна (Лаханас)    |
|       | Κορφοβούνι                   | 599 m    | ЮГ от Орляк (Стримонико) |
|       | Παλιόκαστρο                  | 658 m    | И от Лахна (Лаханас)     |
|       | Παπακυριαζής, Προφήτης Ηλίας | 679 m    | Ю от Лахна (Лаханас)     |
|       | Παναγήρ Λόφος                | 610 m    |                          |